# مارلون گارنت
مارلون گارنت (انگلیسی: Marlon Garnett؛ زادهٔ ۳ ژوئیهٔ ۱۹۷۵) یک بازیکن بسکتبال اهل ایالات متحده آمریکا است.
از باشگاه‌هایی که در آن بازی کرده‌است می‌توان به باشگاه بسکتبال مهرام تهران، باشگاه بسکتبال ذوب‌آهن اصفهان، و بوستون سلتیکس اشاره کرد.